# Narcisse Théophile Patouillard

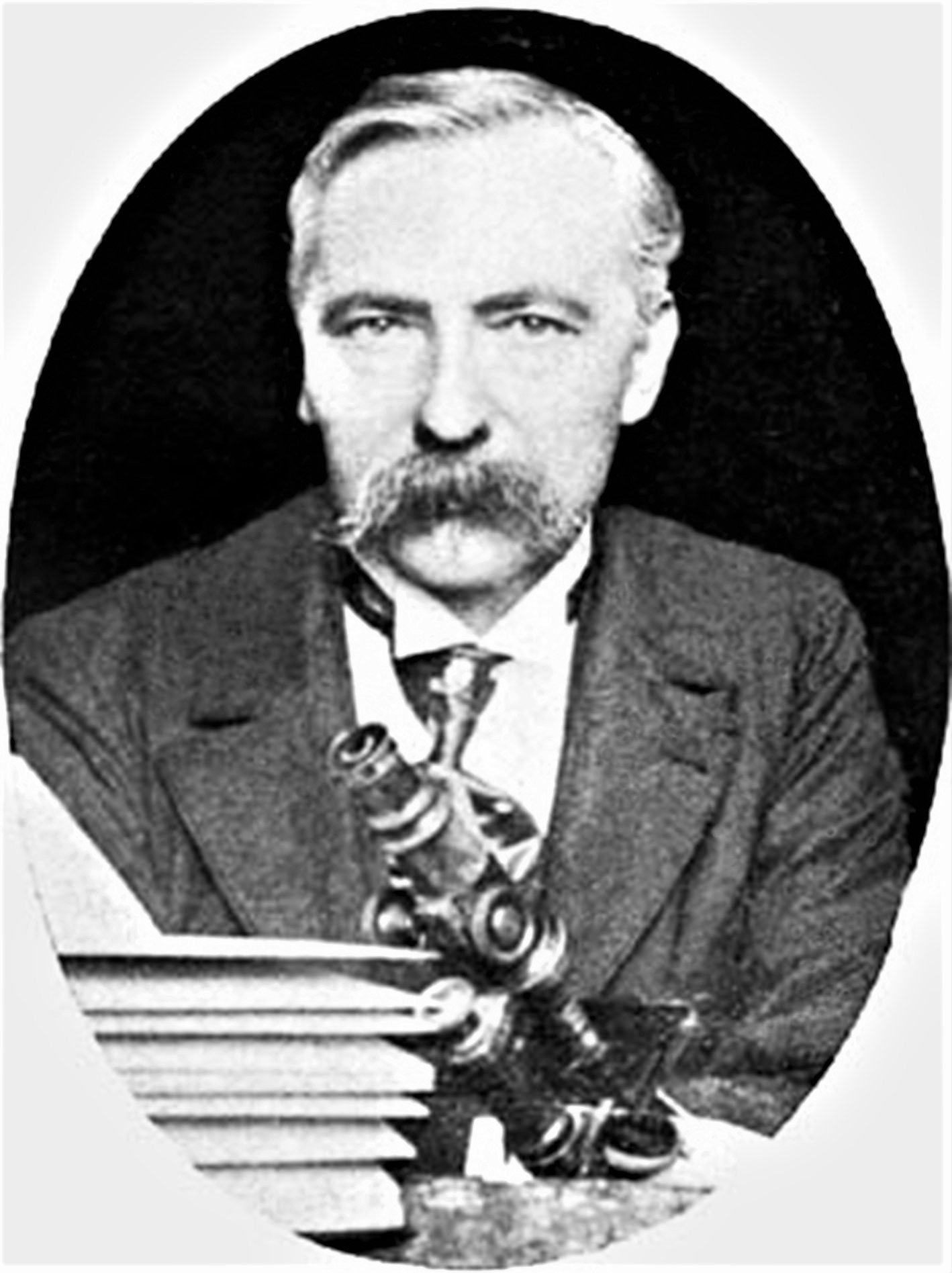
Narcisse Patoullard

Narcisse Théophile Patouillard (* 2. Juli 1854 in Macornay; † 30. März 1926 in Paris) war ein französischer Mykologe. Patouillard war einer der führenden französischen Mykologen seiner Zeit. Sein offizielles botanisches Autorenkürzel lautet „Pat.“

## Leben
Patouillard ging in Lons-le-Saunier zur Schule und wurde mit 15 Jahren Telegraphist, wobei er sich in die Nähe von Paris versetzen ließ, um am Naturgeschichtsmuseum Botanik zu studieren. Er studierte Pharmazie in Besançon mit dem Diplom 1879. Im selben Jahr heiratete er. Später setzte er das Studium an der  École Supérieure de Pharmacie in Paris fort mit dem Diplom 1884  mit einer Dissertation über Ständerpilze (Des Hyménomycètes au point de vue de leur structure et de leur classification). Ab 1881 war er Apotheker in Poligny (Jura), 1884/85 in Fontenay-sous-Bois, 1886 bis 1898 in Paris und danach in Neuilly-sur-Seine. 1893 bis 1900 war er Präparator am Lehrstuhl für  Kryptogamen an der École Supérieure de Pharmacie in Paris. 1900 wurde er dort promoviert (Essai taxonomique sur les familles et les genres des Hyménomycètes).
Er galt als führender Experte für die Taxonomie von Pilzen und erstbeschrieb viele neue Arten und Gattungen, die meisten noch heute valide. Ebenso wurden viele Pilzarten nach ihm benannt (zum Beispiel ein Synonym Inocybe patouillardii des Ziegelroten Risspilzes). Insbesondere war er Experte für tropische Pilze zum Beispiel aus Brasilien, Java, Mexiko, der Karibik, Neukaledonien, den Philippinen, Japan, Indien. 
Im Pariser Muséum national d’histoire naturelle sind über 3000 Aquarellzeichnungen von Pilzen von ihm erhalten (von seiner Tochter 1968 dem Museum vermacht). Sein Herbarium wurde 1905 von der Harvard University erworben.
1884 war er einer der Gründer der Société mycologique de France und war 1891/92 deren Präsident.
1920 wurde er Ehrenmitglied der British Mycological Society.

## Schriften
- Tabulae analyticae Fungorum, 7 Teile 1883 bis 1889 (das Werk erhielt 1885 den Prix Montagne der Academie des Sciences).
- Les Hyménomycètes d'Europe. Anatomie générale et classification des champignons supérieurs, 1887.
- Exploration scientifique de la Tunisie : énumération des champignons observés en Tunisie 1892
- Essai taxonomique sur les familles et les genres des Hyménomycètes, 1900.
- Recueil des essais mycologiques, 1876 bis 1928, Nachdruck 1978